# کوسه زرد
«کوسهٔ زرد» (به انگلیسی: The Yellow Shark) آلبومی از هنرمند اهل ایالات متحده آمریکا فرانک زاپا است که در سال ۱۹۹۳ میلادی منتشر شد.